# Matti Anttonen

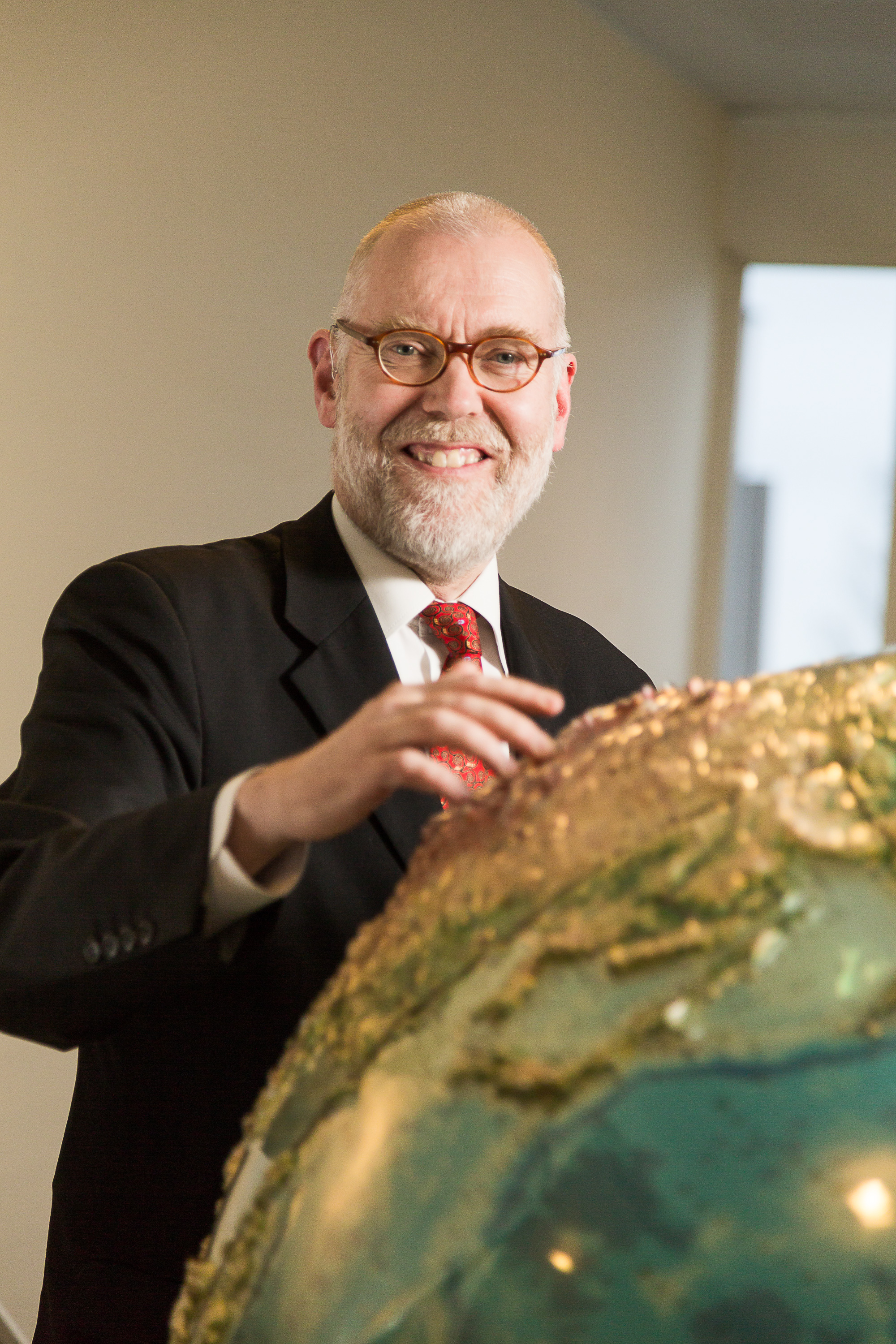
Matti Anttonen, 2015.

Matti Anttonen, född 27 november 1957 i Tammerfors, är en finsk diplomat och sedan 2013 understatssekreterare för externa ekonomiska relationer vid Finlands utrikesministerium. 
Matti Anttonen har varit anställd vid Finlands utrikesministerium sedan 1986 och har gjort en karriär inom östrelationer och handelspolitik. År 2008–2012 var han Finlands ambassadör i Ryssland. Åren 1994–2002 var Anttonen först enhetschef för Rysslandsenheten och sedan biträdande avdelningschef för Östavdelningen (Ryssland, Östeuropa och Centralasien) vid utrikesministeriet. Anttonen har varit minister och biträdande beskickningschef vid Finlands ambassad i Washington DC samt arbetat vid Finlands ständiga representation i Genève.
Matti Anttonen har en magisterexamen i ekonomi från Åbo handelshögskola samt en magisterexamen i statsvetenskap från Åbo universitet.
Den 11 november 2016 utnämndes Matti Anttonen av president Sauli Niinistö till Finlands ambassadör i Sverige. Anttonen tillträder posten vid Finlands ambassad i Stockholm den 1 januari 2017.

## Utmärkelser
- Kommendörstecknet av Finlands Lejons orden[2]
- Förbundsrepubliken Tysklands förtjänstorden – stora kommendörskorset med stjärna och axelrem[2]
- Storriddare med stjärna av Isländska falkorden[2]

[Redigera Wikidata]